# Lijst van voetbalinterlands Noord-Korea - Vietnam
Deze lijst van voetbalinterlands is een overzicht van alle officiële voetbalwedstrijden tussen de nationale teams van Noord-Korea en (Noord-)Vietnam. De landen hebben tot op heden dertien keer tegen elkaar gespeeld. De eerste ontmoeting, een vriendschappelijke wedstrijd, vond plaats op 10 oktober 1956 in Beijing (China). Het laatste duel, eveneens een vriendschappelijke wedstrijd, werd gespeeld in Hanoi op 25 december 2018.

## Wedstrijden
| №  | Plaats          | Datum             | Competitie           | Wedstrijd                   | Uitslag |
| -- | --------------- | ----------------- | -------------------- | --------------------------- | ------- |
| 1  | Beijing         | 10 oktober 1956   | Vriendschappelijk    | Noord-Korea − Noord-Vietnam | 3 − 0   |
| 2  | Pyongyang       | 22 oktober 1959   | Vriendschappelijk    | Noord-Korea − Noord-Vietnam | 5 − 0   |
| 3  | Hanoi           | 8 oktober 1960    | Vriendschappelijk    | Noord-Vietnam − Noord-Korea | 1 − 3   |
| 4  | Pyongyang       | 3 augustus 1965   | Vriendschappelijk    | Noord-Korea − Noord-Vietnam | 1 − 1   |
| 5  | Phnom Penh      | 2 december 1966   | Vriendschappelijk    | Noord-Korea − Noord-Vietnam | 3 − 1   |
| 6  | Doha            | 9 april 1993      | WK 1994 kwalificatie | Noord-Korea − Vietnam       | 3 − 0   |
| 7  | Singapore       | 24 april 1993     | WK 1994 kwalificatie | Vietnam − Noord-Korea       | 0 − 1   |
| 8  | Hanoi           | 30 oktober 2008   | Vriendschappelijk    | Vietnam − Noord-Korea       | 0 − 0   |
| 9  | Hanoi           | 24 september 2010 | Vriendschappelijk    | Vietnam − Noord-Korea       | 0 − 0   |
| 10 | Hanoi           | 6 november 2010   | Vriendschappelijk    | Vietnam − Noord-Korea       | 0 − 2   |
| 11 | Hanoi           | 17 mei 2015       | Vriendschappelijk    | Vietnam − Noord-Korea       | 1 − 1   |
| 12 | Ho Chi Minhstad | 6 oktober 2016    | Vriendschappelijk    | Vietnam − Noord-Korea       | 5 − 2   |
| 13 | Hanoi           | 25 december 2018  | Vriendschappelijk    | Vietnam − Noord-Korea       | 1 − 1   |

## Samenvatting
| Competitie        | Totaal gespeeld | Winst Noord-Korea | Gelijk | Winst Vietnam | Doelsaldo Noord-Korea – Vietnam |
| ----------------- | --------------- | ----------------- | ------ | ------------- | ------------------------------- |
| WK-kwalificatie   | 2               | 2                 | 0      | 0             | 4 − 0                           |
| Vriendschappelijk | 11              | 5                 | 5      | 1             | 21 − 10                         |
| Totaal            | 13              | 7                 | 5      | 1             | 25 − 10                         |

DPR Korean Football Association · A-internationals · Selecties · Bondscoaches · Noord-Koreaans vrouwenelftal · Noord-Korea U21 · Noord-Korea U20 · Noord-Korea U19 · Noord-Korea U18 · Noord-Korea U17
1959 – 1969 · 
1970 – 1979 · 
1980 – 1989 · 
1990 – 1999 · 
2000 – 2009 · 
2010 – 2019
AC 1980 ·
AC 1992 ·
AC 2011 ·
AC 2015
WK 1966 ·
WK 2010
OS 1964 ·
OS 1976
1959 ·
1960 ·
1961–1964 · 
1965 ·
1966 ·
1967–1972 · 
1973 ·
1974 ·
1975 ·
1976 ·
1977 · 
1978 ·
1979 ·
1980 ·
1981 ·
1982 ·
1983–1984 · 
1985 ·
1986 ·
1987 · 
1988 ·
1989 ·
1990 ·
1991 ·
1992 ·
1993 ·
1994–1997 · 
1998 ·
1999 ·
2000 ·
2001 ·
2002 ·
2003 ·
2004 ·
2005 ·
2006 · 
2007 ·
2008 ·
2009 ·
2010 ·
2011 ·
2012 ·
2013 ·
2014 ·
2015 ·
2016 ·
2017
Afghanistan ·
Australië · 
Bahrein · 
Bangladesh · 
Bolivia · 
Brazilië · 
Bulgarije ·
Burkina Faso ·
Cambodja · 
Canada · 
Chili · 
China · 
Congo-Brazzaville · 
Egypte · 
Filipijnen · 
Finland · 
Griekenland · 
Guam · 
Guinee ·
Hongkong · 
India · 
Indonesië · 
Irak · 
Iran · 
Italië · 
Ivoorkust · 
Japan · 
Jemen · 
Jordanië · 
Kazachstan · 
Kirgizië · 
Koeweit · 
Letland · 
Libanon · 
Macau · 
Maleisië · 
Mali · 
Mexico · 
Mongolië · 
Myanmar · 
Nepal · 
Nigeria · 
Noorwegen · 
Oezbekistan · 
Oman · 
Pakistan ·
Palestina · 
Paraguay ·
Polen · 
Portugal · 
Qatar · 
Saoedi-Arabië · 
Singapore · 
Sovjet-Unie · 
Sri Lanka · 
Syrië · 
Tadzjikistan · 
Taiwan · 
Thailand · 
Turkmenistan · 
Venezuela · 
Verenigde Arabische Emiraten · 
Verenigde Staten · 
Vietnam · 
Zambia · 
Zuid-Afrika · 
Zuid-Korea · 
Zweden
Ivoorkust (2010) ·
VFF · 
A-internationals · 
Vietnamees vrouwenelftal
1991 – 1999 ·
2000 – 2009 ·
2010 – 2019 ·
2020 − 2029
Afghanistan ·
Albanië ·
Australië ·
Bahrein · 
Bangladesh · 
Bosnië en Herzegovina · 
Cambodja · 
China · 
Curaçao ·
Estland · 
Filipijnen · 
Guam · 
Guinee ·
Hongkong · 
India · 
Indonesië · 
Irak ·
Iran · 
Jamaica · 
Japan ·
Jemen · 
Jordanië ·
Kazachstan · 
Kirgizië ·
Koeweit · 
Laos · 
Libanon · 
Macau · 
Malediven · 
Maleisië · 
Mongolië · 
Mozambique ·
Myanmar · 
Nepal · 
Noord-Korea ·
Oezbekistan · 
Oman · 
Palestina ·
Qatar ·
Rusland ·
Saoedi-Arabië · 
Singapore · 
Sri Lanka · 
Syrië · 
Tadzjikistan · 
Taiwan · 
Thailand · 
Turkmenistan · 
Verenigde Arabische Emiraten · 
Zimbabwe · 
Zuid-Korea